# Vormkarton

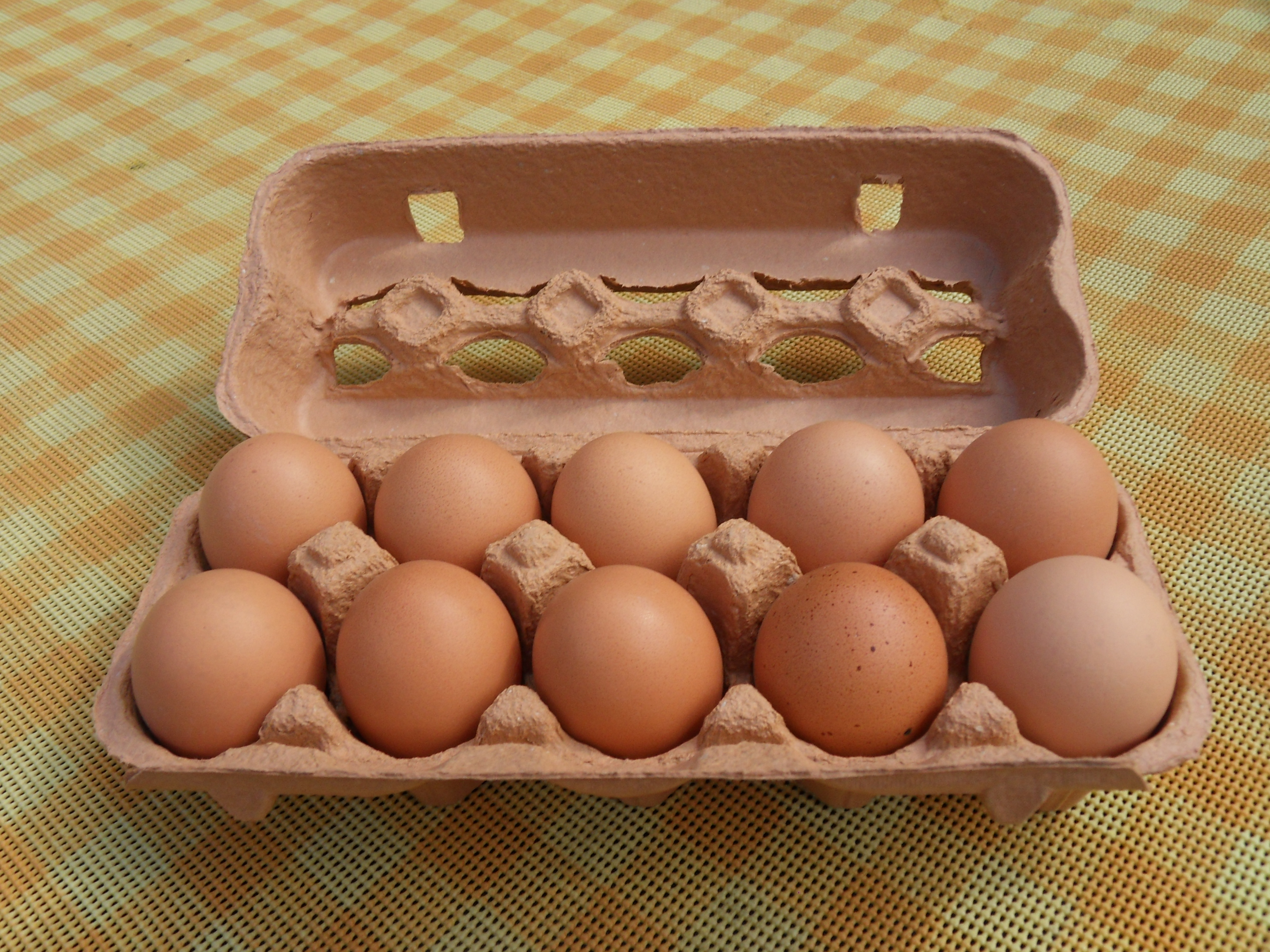
Vormkarton als verpakkingsmateriaal voor eieren

Vormkarton is een uit gerecyclede papierpulp vervaardigd karton dat in een bepaalde vorm is geperst.
Vormkarton wordt met name gebruikt in de levensmiddelensector voor het verpakken van bijvoorbeeld eieren, groenten en fruit. Daarnaast wordt het als stevig transportverpakkingsmateriaal gebruikt voor bijvoorbeeld tl-buizen, mobiele telefoons, scheerapparaten, wijnflessen en auto-onderdelen.